# El Islah (Mauritanie)
El Islah (en arabe : حزب الإصلاح, ḥizb al-iṣlāḥ,  lit. « Parti réformateur ») est un parti politique mauritanien actuellement[Quand ?] dirigé par Mohamed Salem Talebna.

## Histoire
Le parti El Islah est légalement reconnu le 4 août 2007 après avoir été initialement rejeté par la junte militaire de transition qui considérait certains de ses dirigeants comme trop proches du gouvernement du président Maaouiya Ould Sid'Ahmed Taya déposé par un coup d'État en 2005.
Le parti rejoint en mars 2011, la coalition soutenant le président de la République Mohamed Ould Abdel Aziz élu en 2009. Il remporte son premier siège à l'Assemblée nationale lors des élections législatives de 2013, il le conserve à la suite des élections législatives de 2018,.
En 2020, El Islah connaît une fusion de plusieurs partis en son sein. Tout d'abord le parti Convergence démocratique nationale, dirigé par l'ancien ministre de la Justice Mahfoudh Ould Bettah le rejoint le 29 juillet 2020. Le 20 août c'est le Parti de la civilisation et du développement (PCD) de Hamma Ould Soueilem puis le 3 septembre 2020 c'est le Parti de l'espoir mauritanien (PME) de Tahiya Mint El Habib qui fusionnent tous deux dans El Islah,,.
Lors des élections législatives de 2023, El Islah remporte six sièges.

## Résultats électoraux
| Année | Chef                  | Liste nationale | Liste nationale | Sièges  | +/– |
| Année | Chef                  | Voix            | %               | Sièges  | +/– |
| ----- | --------------------- | --------------- | --------------- | ------- | --- |
| 2013  | Sidna Ould Maham      | 3 885           | 0,66            | 1 / 146 | Nv  |
| 2018  | Mohamed Salem Talebna | 5 334           | 0,76            | 1 / 157 |     |
| 2023  | Mohamed Salem Talebna | 31 877          | 3,28            | 6 / 176 | 5   |